# Salem, Spanien
Salem är en ort i Spanien.   Den ligger i provinsen Província de València och regionen Valencia, i den östra delen av landet, 300 km sydost om huvudstaden Madrid. Salem ligger 321 meter över havet och antalet invånare är 482.
Terrängen runt Salem är huvudsakligen kuperad, men åt sydväst är den platt. Runt Salem är det ganska tätbefolkat, med 58 invånare per kvadratkilometer. Närmaste större samhälle är Gandia, 15,9 km öster om Salem. 